# Projection d'Aïtoff

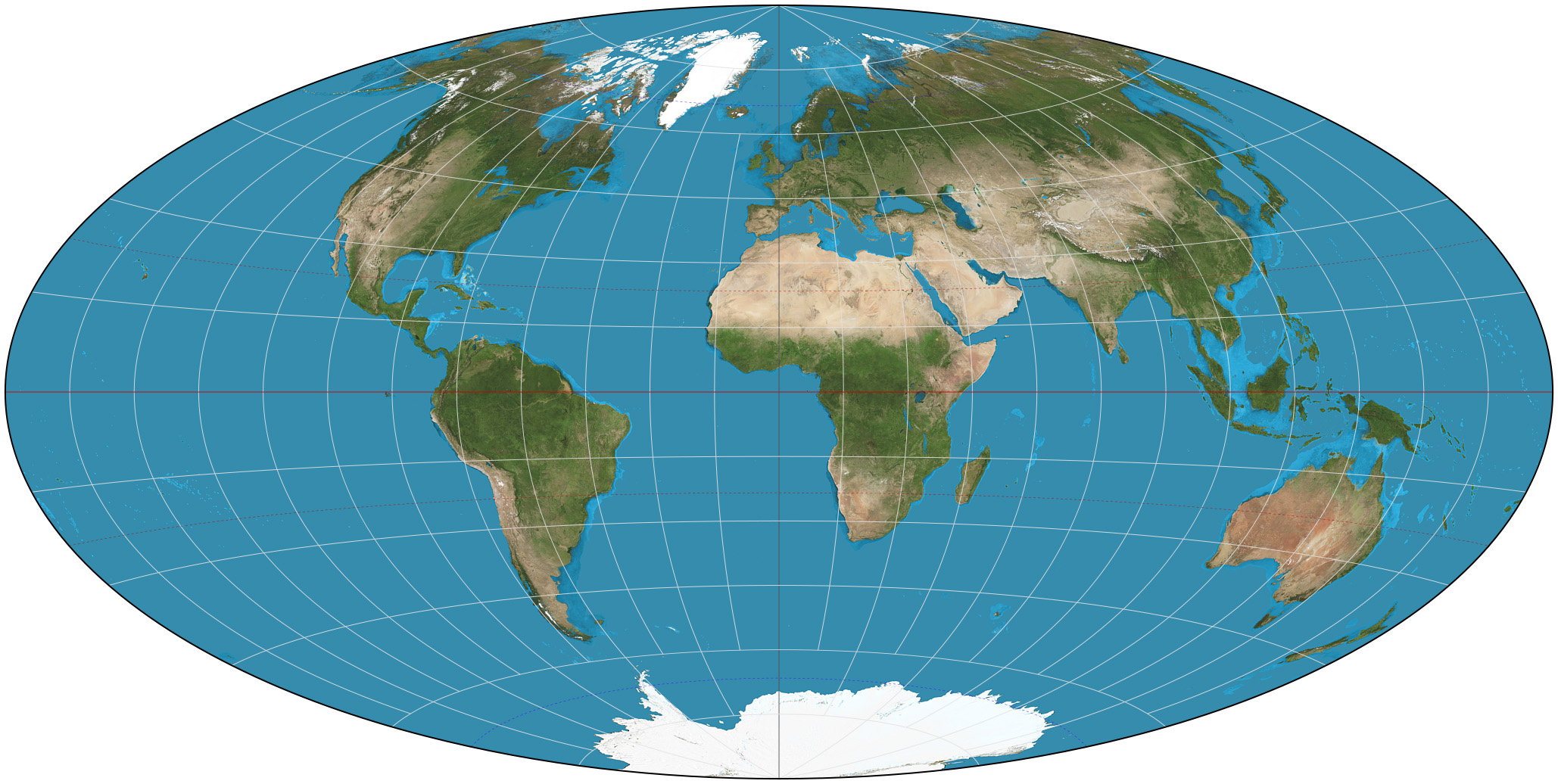
Carte de monde utilisant la projection d'Aïtoff

La projection d'Aïtoff est une projection cartographique azimutale modifiée. Proposée par David A. Aïtoff en 1889, c'est la forme équatoriale de la projection équidistante azimutale, mais étirée dans une ellipse double alors que la longitude est diminuée par deux par rapport au méridien central :
{\displaystyle x=\mathrm {azeq} _{x}\left({\frac {\lambda }{2}},\phi \right)\,}
{\displaystyle y={\frac {1}{2}}\mathrm {azeq} _{y}\left({\frac {\lambda }{2}},\phi \right)}
où {\displaystyle \mathrm {azeq} _{x}} et {\displaystyle \mathrm {azeq} _{y}} sont des composantes x et y de la projection équidistante azimutale. Rédigée de façon explicite la projection est la suivante :
{\displaystyle x={\frac {2\cos(\phi )\sin \left({\frac {\lambda }{2}}\right)}{\mathrm {sinc} (\alpha )}}\,}
{\displaystyle y={\frac {\sin(\phi )}{\mathrm {sinc} (\alpha )}}\,}
où
{\displaystyle \alpha =\arccos \left(\cos(\phi )\cos \left({\frac {\lambda }{2}}\right)\right)\,}
et {\displaystyle \mathrm {sinc} (\alpha )} est la fonction sinus cardinal non-normalisée sans discontinuité. Dans les formules qui précèdent, {\displaystyle \lambda } est la longitude à partir du méridien central et {\displaystyle \phi } est la latitude.
Trois années plus tard, Hammer suggère que l'utilisation de la projection azimutale équivalente de Lambert de la même manière que celle d'Aïtoff produit la projection de Hammer. Alors que ce dernier fait bien référence à Aïtoff, certains auteurs ont par erreur seulement crédité Hammer pour la projection d'Aïtoff.